# Allan Souza Lima
Allan Gabriel Souza Lima (Recife, 18 de novembro de 1985) é um ator e diretor brasileiro.

## Biografia
Na infância, Allan foi vizinho de Chico Science e através dessa proximidade teve seu primeiro contato com as artes cênicas. Mais tarde foi estudar música no Conservatório de Pernambuco, e no final de 2003, assim que completou 18 anos, mudou-se sozinho para o Rio de Janeiro. No ano seguinte, entrou para a Casa das Artes de Laranjeiras onde formou-se ator em 2006.

## Carreira
Entre 2003 e 2006 integrou o elenco das peças: Bent, com direção de Luiz Furnaletto; Sete Vidas, dirigida por Rogério Dolabella; e Adão, Eva e Mais uns Caras, com direção de Ernesto Piccolo. Allan idealizou e executou seu primeiro projeto, o curta Oh Captain, my Captain – Tem Pão no Circo. Produziu seu primeiro espetáculo como ator e produtor com a peça Don Juan (DJ), dirigido por Thierry Trémoroux, em 2008. Também fez parte do elenco de Raimunda, Raimunda, espetáculo de comemoração dos 50 anos de carreira da atriz Regina Duarte.
Em 2007 estreou na televisão interpretando o mutante antagonista Meduso na novela Os Mutantes: Caminhos do Coração, na Record e depois disso participou de outras produções como Os amorais, no Canal Brasil, Uma Rua sem vergonha e Adorável Psicose, no Multishow. Teve grande destaque com o personagem Rai na série Preamar da HBO, em 2012. Em 2012, ele funda a produtora Ikebana Filmes, em sociedade com Fernanda Etzberger e escreve os roteiros dos curtas Ópio e Mais uma História, que também produziu e dirigiu. As duas produções são vencedoras de 23 prêmios em festivais nacionais e internacionais. Na sequência, produziu, dirigiu, roteirizou e atuou no curta-metragem “O que teria acontecido ou não naquela calma e misteriosa tarde no Jardim Zoológico” que tem como ator convidado Daniel Dantas. Concorreu na mostra competitiva, noFestival de Cinema de Gramado 2016, onde o próprio diretor levou a estatueta de Melhor Ator no Festival, dentre outros importantes prêmios em Festivais nacionais e internacionais. Seu último curta-metragem “Restinga” (2017), realizado de forma experimental rodado de Iphone, concorreu e levou alguns prêmios em Festivais pelo mundo afora.[carece de fontes?]
Seu primeiro trabalho notório em novelas foi em 2016, quando integrou o elenco de A Regra do Jogo, novela de João Emanuel Carneiro. Em 2019, atuou na novela Órfãos da Terra, de Thelma Guedes e Duca Rachid, como Youssef. Faz par romântico com Sônia Braga no longa Aquarius, dirigido por Kleber Mendonça Filho, onde esteve presente no Festival de Cannes concorrendo com o filme. Após o filme Aquarius, seguiu numa extensa carreira cinematográfica, trabalhando com diversos diretores renomados, dentre eles Marcelo Galvão (O matador -Netflix), Jayme Monjardim (O avental rosa), Tabajara Ruas (A cabeça de Gumercindo Saraiva - onde fez um personagem uruguaio).
Em 2023, retomou a parceria com Duca Rachid em Amor Perfeito, interpretando Frei João. No mesmo ano, ganhou destaque no streaming como Ubaldo Vaqueiro em Cangaço Novo, protagonizando a série ao lado de Alice Carvalho e Thainá Duarte; sucesso de público e crítica, Cangaço eventualmente teve sua segunda temporada confirmada com o trio. Voltou às telenovelas em 2024 em uma participação em Mania de Você como Guga, amante de Ísis (Mariana Ximenes) na primeira fase da trama e pai biológico de Tomás (Paulo Mendes).

## Vida pessoal
De 2014 a março de 2015 namorou a atriz Helena Ranaldi.
Em novembro de 2023, foi visto com Rafa Kalimann; em 2024 assumiram o namoro.

## Filmografia

### Televisão
| Ano     | Título                              | Personagem                                       | Notas                              |
| ------- | ----------------------------------- | ------------------------------------------------ | ---------------------------------- |
| 2007    | Caminhos do Coração                 | Marcos Médici (Meduso)                           |                                    |
| 2008    | Os Mutantes                         | Marcos Médici (Meduso)                           | Episódio: "3 de junho–1 de julho"  |
| 2009    | Caminho das Índias                  | Hadit                                            |                                    |
| 2009    | Os Amorais                          | Arnaldo                                          |                                    |
| 2012    | Preamar                             | Rai                                              |                                    |
| 2012    | Avenida Brasil                      | Márcio                                           | Episódio: "11 de outubro"          |
| 2012    | Guerra dos Sexos                    | Caco                                             | Episódio: "4 de novembro"          |
| 2013    | Adorável Psicose                    | Elvis                                            | Episódio: "A Festa à Fantasia"     |
| 2013    | Uma Rua Sem Vergonha                | Cristiano                                        |                                    |
| 2014    | Em Família                          | Antônio Lourenço                                 |                                    |
| 2015    | Milagres de Jesus                   | Abdiel                                           | Episódio: "Os Dois Ladrões"        |
| 2015–16 | A Regra do Jogo                     | Elano de Souza Araújo (Nenenzinho/MC Nenenzinho) |                                    |
| 2017    | Novo Mundo                          | Cacique Ubirajara                                |                                    |
| 2018    | Jesus                               | Judas Galileu                                    | Episódios: "24–30 de julho"        |
| 2018    | Dancing Brasil                      | Participante (3º lugar)                          | Temporada 4                        |
| 2019    | Órfãos da Terra                     | Youssef Murád Abdallah                           | Episódios: "2 de abril–23 de maio" |
| 2023    | Amor Perfeito                       | Frei João (Feijão)                               |                                    |
| 2023    | Cangaço Novo                        | Ubaldo Vaqueiro / Amaro Vaqueiro                 |                                    |
| 2024    | Mania de Você                       | Guga                                             | Episódios: "11–18 de setembro"     |
| 2024    | A Menina Que Matou os Pais: A Série | Cristian Cravinhos                               |                                    |
| 2025    | Dança dos Famosos                   | Participante                                     | Temporada 22                       |

### Cinema
| Ano  | Título                                                                                        | Personagem              | Notas          |
| ---- | --------------------------------------------------------------------------------------------- | ----------------------- | -------------- |
| 2007 | Cinema é a Maior Diversão                                                                     | Elói                    | Curta-metragem |
| 2010 | Diálogo                                                                                       | Fernando                | Curta-metragem |
| 2014 | Mais Uma História                                                                             | Hugo                    | Curta-metragem |
| 2016 | O Que Teria Acontecido ou Não Naquela Calma e Misteriosa Tarde de Domingo no Jardim Zoológico | Otto                    | Curta-metragem |
| 2016 | Aquarius                                                                                      | Paulo                   |                |
| 2017 | Jogos Clandestinos                                                                            | Tobias                  |                |
| 2017 | O Mar de Helena                                                                               | Luis                    | Curta-metragem |
| 2017 | O Matador                                                                                     | Jagunço                 |                |
| 2018 | A Cabeça de Gumercindo Saraiva                                                                | Tenente Teófilo Saraiva | [ 24 ]         |
| 2018 | O Avental Rosa                                                                                | Júlio                   |                |
| 2021 | A Menina que Matou os Pais                                                                    | Christian Cravinhos     |                |
| 2021 | O Menino que Matou meus Pais                                                                  | Christian Cravinhos     |                |
| 2023 | A Menina Que Matou os Pais - A Confissão                                                      | Christian Cravinhos     | [ 25 ]         |
| 2023 | Tire 5 Cartas                                                                                 | Max                     |                |

| Ano  | Título                                                                                        | Notas          |
| ---- | --------------------------------------------------------------------------------------------- | -------------- |
| 2013 | Ópio                                                                                          | Curta-metragem |
| 2014 | Mais Uma História                                                                             | Curta-metragem |
| 2016 | O Que Teria Acontecido ou Não Naquela Calma e Misteriosa Tarde de Domingo no Jardim Zoológico | Curta-metragem |

## Teatro
| Ano     | Título                             |
| ------- | ---------------------------------- |
| 2003–06 | Bent                               |
| 2006    | Don Juan                           |
| 2010    | 7 Vidas                            |
| 2012    | Raimunda, Raimunda                 |
| 2013    | Adão, Eva e Mais uns Caras         |
| 2016    | Dedo Podre                         |
| 2024    | Paixão de Cristo de Nova Jerusalém |

## Prêmios e indicações
| Ano  | Prêmio                      | Categoria                         | Indicação                                                                                     | Resultado |
| ---- | --------------------------- | --------------------------------- | --------------------------------------------------------------------------------------------- | --------- |
| 2014 | FestCineAmazônia            | Melhor Curta-metragem de Ficção   | Ópio                                                                                          | Indicado  |
| 2015 | 1º Festicini                | Melhor Ator Coadjuvante           | Mais Uma História                                                                             | Venceu    |
| 2016 | Festival de Gramado         | Melhor Ator de Curta-metragem     | O que teria acontecido ou não naquela calma e misteriosa tarde de domingo no jardim zoológico | Venceu    |
| 2023 | Melhores do Ano - Duh Secco | Ator Coadjuvante                  | Amor Perfeito                                                                                 | Venceu    |
| 2023 | Splash Awards               | Melhor Atuação em Série Nacional  | Cangaço Novo                                                                                  | Indicado  |
| 2023 | Prêmio Cosmos               | Melhor Atuação Masculina em Série | Cangaço Novo                                                                                  | Indicado  |
| 2024 | Prêmio Platino              | Melhor Ator de Série              | Cangaço Novo                                                                                  | Indicado  |
| 2024 | SEC Awards                  | Melhor Ator em Série Nacional     | Cangaço Novo                                                                                  | Pendente  |
| 2024 | Prêmio Grande Otelo         | Melhor Ator de Série              | Cangaço Novo                                                                                  | Indicado  |